# Brachyrhopala melaena
Brachyrhopala melaena är en tvåvingeart som beskrevs av Clements 2000. Brachyrhopala melaena ingår i släktet Brachyrhopala och familjen rovflugor. Inga underarter finns listade i Catalogue of Life.